# Synthecium brucei
Synthecium brucei is een hydroïdpoliep uit de familie Syntheciidae. De poliep komt uit het geslacht Synthecium. Synthecium brucei werd in 2003 voor het eerst wetenschappelijk beschreven door Vervoort & Watson. 